# Markus Gadient
Markus Gadient (* 24. September 1958 in Olten) ist ein Schweizer Maler und Zeichner. Sein Werk umfasst Malerei, Zeichnungen, Druckgrafiken sowie Kunst im öffentlichen Raum.

## Werk
Markus Gadient besuchte den Vorkurs an der Allgemeinen Gewerbeschule Basel. Anschliessend absolvierte er eine Flachmalerlehre und belegte bei Franz Fedier die Malfachklasse. Gadient erhielt 1985, 1986 und 1987 ein Eidgenössisches Kunststipendium. Von 1988 bis 1989 hielt er sich am Istituto Svizzero in Rom auf. 2006 kaufte der Kunstkredit Basel-Stadt ein Bild aus dem «Zyklus Wildenstein». Gadient stellte seine Werke in Einzel- und Gruppenausstellungen aus.